# François Dufraigne
François Dufraigne (28 avril 1822, Chiddes - 11 mars 1901, Meaux), est un médecin et homme politique français.

## Biographie
Docteur en médecine de la faculté de médecine de Paris, François Dufraigne se consacre à soigner les pauvres.
Il est maire de Claye-Souilly de 1855 à 1859, puis il s'installe à Meaux dont il devient conseiller municipal en 1869. Vice-président du conseil d'hygiène de l'arrondissement de Meaux et président du conseil d'arrondissement (1877- ), il est maire de Meaux de 1884 à 1891.
Il est sénateur de Seine-et-Marne de 1885 à 1891.
Il épousa en premières noces Mathilde Jametel, sœur de Gustave-Louis Jametel.
Une rue et un arrêt de bus de la ville de Meaux portent son nom.

## Sources
- « François Dufraigne », dans Adolphe Robert et Gaston Cougny, Dictionnaire des parlementaires français, Edgar Bourloton, 1889-1891 [détail de l’édition]